# Pelophylax kl. grafi

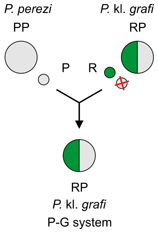
Hibridogénesis de la rana híbrida de Graf. Sistema Perezi-Grafi.

La rana híbrida de Graf (Pelophylax kl. grafi) es un anfibio anuro de la familia Ranidae. No tiene la categoría nomenclatural de especie como tal, sino que se trata de una kleptoespecie, debido a su complejo origen hibridogénico.
Es muy similar a la rana común en cuanto a coloración y aspecto, aunque ligeramente mayor. Su comportamiento y hábitat también coinciden con los de la rana común, al igual que su área de distribución, obligada por sus necesidades reproductivas.

## Sistemática y origen
No es una especie al uso, sino una kleptoespecie, o kleptón. En las últimas dos décadas, las técnicas bioquímicas de análisis molecular han confirmado las sospechas de la gran complejidad existente en algunos grupos zoológicos, entre otros las ranas verdes europeas. Estos estudios han demostrado no sólo la existencia de «especies verdaderas» —como Pelophylax perezi, P. ridibundus, P. lessonae o P. bergeri—, sino de «especies extrañas» que aparecen como resultado de cruces entre las anteriores; híbridos que pueden tener descendencia y así comportarse como especies hibridogenéticas o kleptones.
En el caso de la rana híbrida de Graf, es el resultado del cruce de la rana verde europea (P. ridibundus) con la rana común (P. perezi). El híbrido resultante es estéril si se cruza con otros híbridos, pero fértil si se cruza con uno de los parentales. En el área de distribución de P. kl. grafi sólo aparece P. perezi, por lo que es con esta especie con quien se reproduce y con quien conforma el complejo hibridogenético: P. perezi + P. kl. grafi. Un complicado proceso durante la formación de los gametos —células reproductoras— hace que la fracción genética de P. perezi sea desechada, transmitiéndose únicamente la fracción híbrida.
En 1995 Crochet, Dubois y colaboradores describieron este kleptón como Rana (Pelophylax) kl. grafi, basándose en ejemplares del sur de Francia. Posteriormente las ranas verdes europeas del género Rana fueron adscritas al género Pelophylax. Su rango taxonómico es aún discutido y está considerado como sinónimo de P. perezi y de P. ridibundus por algunos autores.

## Descripción
Los machos adultos de esta especie miden ente 7 y 8 cm y las hembras entre 7 y 11 cm. Es una rana esbelta, de hocico puntiagudo y patas posteriores largas. Su coloración dorsal es de tonos verdes o marrones, con manchas irregulares, una línea vertebral más clara, y dos pliegues glandulares dorsolaterales de color bronceado. Por debajo son blanquecinas con manchas irregulares oscuras.
Tiene cuatro dedos en las extremidades anteriores y cinco en las posteriores que están unidos por membranas interdigitales muy desarrolladas. La pupila del ojo es horizontal. Los machos tienen sacos vocales de color grisáceo en las comisuras de la boca.
En cuanto a coloración y diseño son casi idénticas a la rana común de la que únicamente se diferencia por tener los dientes vomerianos alargados transversalmente. Otros caracteres diferenciadores no siempre presentes son: su mayor tamaño, poseer la parte posterior de los muslos blanquecina y jaspeadas de oscuro, poseer el tubérculo metatarsiano interno más desarrollado, y una mayor extensión de las palmeaduras de los pies.
Los renacuajos miden medio centímetro al nacer y alcanzan los 7 al final de la metamorfosis. Las larvas que invernan en ese estado llegan a alcanzar los 11 cm. Tienen el espiráculo en el lado izquierdo y el ano en el derecho. En la boca se distinguen tres series de dientes labiales inferiores. La cresta dorsal es mayor que la ventral, y la cola termina en punta y posee una franja longitudinal central oscura, no siempre flanqueada por otras dos. El dorso es pardo o verdoso y el vientre blancuzco. Estos renacuajos son idénticos a los de la rana común.
Se alimentan de invertebrados, sobre todo dípteros (moscas y mosquitos), coleópteros (escarabajos) e himenópteros (abejas, avispas y hormigas). Los renacuajos se alimentan de algas, detritos y fanerógamas del fondo, fitoplancton y perifiton de las masas de agua donde medran.

## Distribución, hábitat y conservación
Es una especie endémica franco-ibérica, cuya distribución se superpone a la de rana común, ya que la necesita para reproducirse. Se encuentra en el noreste de la península ibérica —Cataluña, Aragón, La Rioja, Navarra y País Vasco— y sur de Francia, al sur del valle del Ródano.
Como la rana común, está muy ligada a las masas de agua más o menos permanentes, donde se reproduce, pudiendo ser encontrada en charcas, riachuelos, canales de riego, etc. También se encuentra en hábitats terrestres como bosques, monte bajo, zonas de cultivo y marismas costeras.
Sus poblaciones se encuentran en grave regresión debido a la competencia con la rana europea común (Pelophylax ridibundus) que ha sido introducida en su área de distribución. En los últimos diez años ha descendido un 30% por lo que está próxima a ser catalogada como «vulnerable». Por otro lado, las poblaciones más meridionales se encuentran en expansión a través de las cuencas de los ríos Ebro y Llobregat. En la zona navarra del valle del Ebro se han localizado poblaciones en los afluentes de la margen derecha, lo que sugiere que su expansión continua hacia el Sur.